# Miss Brasil 1969
O Miss Brasil 1969 foi a décima sexta edição do concurso Miss Brasil, realizada no dia 28 de junho de 1969 no Ginásio do Maracanãzinho no Rio de Janeiro. A Miss Brasil 1968 e Miss Universo 1968 Martha Vasconcellos da Bahia coroou Vera Fischer de Santa Catarina. A vencedora representou o Brasil no Miss Universo 1969. A segunda colocada representou o Brasil no Miss Internacional 1969. A terceira colocada representou o Brasil no Miss Mundo 1969.
O concurso revelou Vera Fischer, que posteriormente se tornou atriz. Recentemente Vera lançou um livro com sua biografia, onde conta com detalhes o Miss Brasil 1969 e o fato de que tinha apenas 17 anos quando ganhou o direito de representar o Brasil no Miss Universo 1969, conseguindo também uma classificação.

## Resultados

### Colocações
| Colocação               | Candidata |
| Miss Brasil 1969        | - Santa Catarina - Vera Fischer                                                                                                |
| 2º. Lugar               | - São Paulo - Maria Lúcia Alexandrino                                                                                          |
| 3º. Lugar               | - Rio Grande do Sul - Ana Rodrigues                                                                                            |
| 4º. Lugar               | - Guanabara - Mara Carvalho Ferro                                                                                              |
| (TOP 08) Semifinalistas | - Amazonas - Suely Melo Veras - Ceará - Vera Lúcia Camelo - Distrito Federal - Marice Galvão - Minas Gerais - Ana Maria Côrtes |

### Premiações Especiais
As duas únicas premiações especiais foram:
| Colocação      | Candidata                          |
| Miss Simpatia  | - Paraíba - Maria do Socorro Alves |
| Miss Fotogenia | - Santa Catarina - Vera Fischer    |

## Jurados
| 1. Raul Giudicelli, jornalista; 2. Sylvia Hitchcock, Miss Universo 1967; 3. Maria da Glória Carvalho, Miss Internacional 1968; 4. Maria Helena Gomide, primeira-dama de Brasília; 5. Dirce Machado Pinheiro, figurinista; 6. Pomona Politis, jornalista; 7. Diva Pieranti, cantora lírica; 8. Alceu Pinheiro, Secretário de Turismo; | 1. Rômulo Guida, cirurgião plástico; 2. Orlando Zancaner, Secretário de Turismo de SP; 3. Justino Martins, jornalista; 4. Clementino Viana Dotti, Secretário de Turismo de MG; 5. Jorge Calmon, diretor do jornal A Tarde, de Salvador; 6. J. Silvestre, apresentador de televisão; 7. Altamiro Rocha, cirurgião plástico. |

## Candidatas
Todas as aspirantes ao título e seus medidas:
| Estado              | Candidata                          | Altura |
| Acre                | Maria Augusta Farias               | 1.65   |
| Alagoas             | Vera Lúcia Caldeiras               | 1.65   |
| Amazonas            | Sueli Melo Veras                   | 1.73   |
| Bahia               | Vera Lúcia Guerreiro               | 1.74   |
| Ceará               | Vera Lúcia Camelo                  | 1.72   |
| Distrito Federal    | Marice Vani Galvão                 | 1.72   |
| Espírito Santo      | Maria Helena Bromenchenkel         | 1.70   |
| Fernando de Noronha | Adele Zampiere                     | 1.68   |
| Goiás               | Elsa Maria de Sousa                | 1.73   |
| Guanabara           | Mara Carvalho Ferro                | 1.66   |
| Maranhão            | Rosa Maria Tavares Costa           | 1.70   |
| Mato Grosso         | Sandra Abutaka                     | 1.67   |
| Minas Gerais        | Ana Maria Côrtes                   | 1.64   |
| Pará                | Leida Ferreira Hesketh             | 1.63   |
| Paraná              | Marli Simon                        | 1.73   |
| Paraíba             | Maria do Socorro Costa Alves       | 1.71   |
| Pernambuco          | Maria Gerusa Farias                | 1.67   |
| Piauí               | Rosângela Cordeiro                 | 1.66   |
| Rio Grande do Norte | Iara Lúcia Bezerra da Cunha        | 1.74   |
| Rio Grande do Sul   | Ana Cristina Rodrigues             | 1.73   |
| Santa Catarina      | Vera Lúcia Fischer                 | 1.70   |
| São Paulo           | Maria Lúcia Alexandrino dos Santos | 1.70   |
| Sergipe             | Maria Carmen Gentil Barreto        | 1.73   |

## Curiosidades
1. As candidatas do Acre, D. Federal, Espírito Santo, F. de Noronha e Guanabara foram para os ensaios de minissaias.
2. A representante de São Paulo, Maria Lúcia Alexandrino foi a que melhor desfilou e detalhe, estava gripada.
3. As mais calmas da competição: Guanabara e Santa Catarina.
4. As misses só apresentaram as certidões de nascimento no dia do concurso, ainda no hotel.
5. O público chegou à 18 mil espectadores no estádio.
6. Alagoas, Bahia, Ceará e Santa Catarina se chamavam Vera Lúcia

## Desempenhos Internacionais

### Miss Universo
A primeira catarinense a obter o título de mulher mais bela do país, Vera Lúcia Fisher, renomada atriz brasileira atualmente não fez feio ao disputar o Miss Universo 1969. Ninguém sabia que Vera tinha 17 anos na época do concurso, esse fato foi revelado em seu livro. Outro fato revelado em sua auto biografia é que ela usava aplique nos cabelos, fato este que era contra o regulamento do concurso nacional e internacional. Vera ficou entre as dez semifinalistas do certame.

### Miss Mundo
A gaúcha Ana Cristina Rodrigues foi a única das três misses brasileiras que não se classificou em um certame internacional. Enquanto a gaúcha e outras candidatas desfilavam no Royal Albert Hall, protestos feministas contra o concurso causavam euforia. Ana não figurou entre as semifinalistas do Miss Mundo 1969.

### Miss Internacional
A paulista Maria Lúcia Alexandrino dos Santos também fez bonito no concurso de Miss Internacional 1969. A bela paulista se classificou entre as semifinalistas do certame internacional.